# النصب التذكاري الإيطالي في العلمين

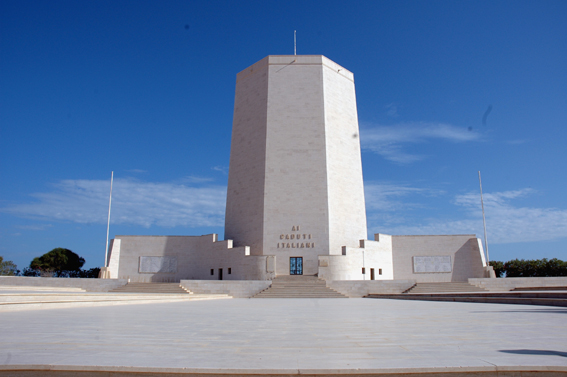
البرج المركزي للنصب التذكاري.

النصب التذكاري للحرب الإيطالية في العلمين هو مقبرة حرب إيطالية، ومتحف، ونصب تذكاري بمدينة العلمين الجديدة للجنود الإيطاليين الذين قاتلوا في معركتي العلمين في الحرب العالمية الثانية.

## الخلفية التاريخية
كانت الخسائر الإيطالية شديدة في معركة العلمين الثانية والتراجع الفوري الذي أعقبها جسيمة. تم تدمير الذراع الآلية الرئيسية للجيش الإيطالي ( فرقة أريتي المدرعة، وفرقة ليتوريو المدرعة ، وفرقة مركبات ترينتو)، ودُمرن كذلك أقسام الفيلق الإيطالي الآخر اكس كوربس الذي يضم الفرقة 185 مظلات فولجور، فرقة المشاة السابعة والعشرون بريشيا، وفرقة المشاة السابعة عشر بافيا). قاتلت العديد من الوحدات الإيطالية بشجاعة وفعالية، وقد سمحت تضحياتهم لبقية جيش المحور في إفريقيا بالهروب.
اشتبكت القوات الإيطالية في المعارك بشدة، وتكبدت خسائر فادحة في معركة العلمين الأولى. ويُحيي النصب التذكاري الإيطالي المعركتين.

## نصب تذكاري

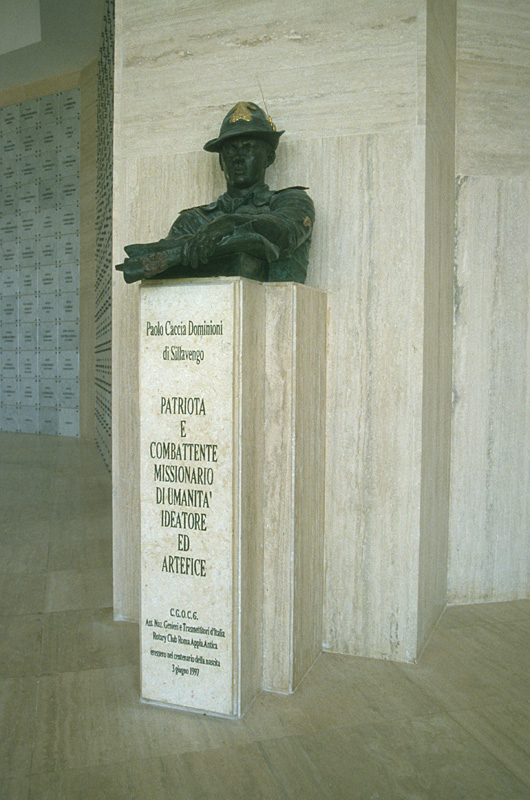
تمثال نصفي لباولو كاتشيا دومينيوني عند النصب التذكاري.

بٌني النصب التذكاري للحرب الإيطالية في تل يسوع ( أو تل العيسى) بالقرب من الساحل الذي كان موقع معركة عنيفة خلال المعركة. كما يُشار إلى تل العيسى أيضًا باسم تل 33 في وصف المعركة. يعتبر النصب أكبر نصب تذكاري وطني في العلمين. يتكون الهيكل الرئيسي للنصب كبرج من الرخام الأبيض.
كان باولو كاتشيا دومينيوني أحد المشاركين في المعركة، هو من دفع لبناء النصب التذكاري. كرّس دومينيوني حياته بعد الحرب لجمع رفات القتلى الإيطاليين من ساحة المعركة والدعوة لبناء نصب تذكاري. قام بتصميم النصب التذكاري، الذي شيدته الحكومة الإيطالية بين عامي 1954 و1958 تحت إشراف دومينيوني حيث كانت تود توجد مقبرة إيطالية في الموقع منذ عام 1943).
تحتوي المقبرة على العديد من المقابر التي تضم رفات الجنود الإيطاليين البالغ عددهم 38000 مقبرة لجنود مجهولين لم يُتعرّف عليهم.
بسبب جهود باولو كاتشيا دومينوني التي استمرت لمدة عشرين عامًا، جُمع رفات الآلاف من الجنود الألمان والبريطانيين (بالإضافة إلى الإيطاليين) في النهاية وتم دفنهم بشكل لائق.
افتُتحت حديقة تاريخية في موقع المعركة في 30 أكتوبر 2012 لإظهار النقاط الرئيسية للزوار في المعركة.